# Prince Rollin
Prince Rollin è un fumetto scritto e disegnato da Albert Uderzo e pubblicato sulla rivista francese OK tra il giugno e l'ottobre 1947.
È il secondo fumetto della trilogia medievale che comprende Arys Buck e Belloy.
Ambientato in un medioevo immaginario, narra delle avventure del principe Rollin, il figlio del re Arys Buck, dal quale eredita una spada dai poteri magici, che gli sarà concessa solo quando dimostrerà di meritarsela con il proprio valore. Rollin parte allora come un cavaliere errante insieme al suo scudiero Teutatès.
Nelle loro avventure, i due conoscono un vecchio mago, che li fa viaggiare nel tempo, fino all'epoca della Seconda Guerra Mondiale, quando si uniscono alla resistenza dei partigiani francesi contro i tedeschi.